# Дмитриев, Антон (генерал-майор)
Антон Дмитриев (?—1791) — генерал-майор, герой русско-турецкой войны 1768—1774 годов, кавалер ордена св. Георгия 4-й степени.

## Биография
В военную службу вступил в 1761 году в армейскую кавалерию.
В рядах Харьковского гусарского полка принимал участие в кампаниях 1768—1774 годов против турок, за отличие получил 22 сентября 1773 года чин секунд-майора. Особо Дмитриев отличился под Варной 26 октября 1774 года. Вот обстоятельства этого дела.
Во время движения Харьковского гусарского полка к Варне от полка был послан майор Дмитриев для рекогносцировки крепости и неприятельских сил. В его команде было 80 гусар и 200 казаков. Уже недалеко от стен крепости, при проходе одного из дефиле, Дмитриев неожиданно столкнулся с 50 турецкими всадниками, которые тотчас развернулись и помчались в город. Казаки и гусары бросились за ними, убили 10 человек и взяли одно знамя, а главное, сумели захватить трёх пленных, от которых можно было получить сведения о силах неприятеля. На плечах убегавших турок Дмитриев проник к самым стенам крепости и задержался там на некоторое время, проводя рекогносцировку. Покончив со своей задачей, Дмитриев поспешил в расположение главных сил русской армии. Однако из Варны за ним была послана погоня в 300 всадников и значительное число пехоты. Достигнув местечка Джеферлей и видя, что за ним гонятся только 300 конных, далеко опередивших пехоту, Дмитриев замедлил свой ход, чтобы подпустить неприятеля. При приближении турок он неожиданно повернул назад и стремительно ударил в преследователей, убив при столкновении до 20 человек. Не довольствуясь этим, Дмитриев гнал турок ещё 4 версты и только после этого направился доложить начальству о результатах своей разведки.
26 ноября 1775 года Дмитриев был удостоен ордена св. Георгия 4-й степени (№ 227 по кавалерскому списку Судравского и № 274 по списку Григоровича — Степанова)
Будучи провожатым во время турецкой войны по известию им таких мест, где требовалось сделать неприятелю вред, исполнял сие с успешностию, и случайно поступал против неприятеля с отличною храбростию, побивая онаго, брал людей в плен и получил одно знамя.
Вслед за тем он был переведён в Ахтырский гусарский полк и некоторое время спустя произведён в премьер-майоры. В 1778 году получил чин подполковника и в 1779 году — полковника. С 1783 по 1788 годы командовал Павлоградским легкоконным полком.
Произведённый в начале 1787 года в бригадиры, Дмитриев в 27 января 1788 года вышел в отставку с чином генерал-майора. Скончался он 15 июля 1791 года.